# Karl Theodor Friedhoff
Karl Theodor Friedhoff (* 5. Juni 1932 in Beckum; † 2. September 2018 in Hannover) war ein deutscher Tierarzt, Parasitologe und Hochschullehrer an der Tierärztlichen Hochschule Hannover.

## Leben
Friedhoff studierte in Hannover Veterinärmedizin und wurde 1959 zum Dr. med. vet. promoviert. 1969 habilitierte er sich in Hannover. 1970 wurde er zum Professor für Parasitologie an der Tierärztlichen Hochschule Hannover (TiHo) berufen, zudem als Direktor des Institutes für Parasitologe. Er war Rektor der TiHo von 1991 bis 1993 und 1995 bis 1997. Sein wissenschaftliches Hauptinteresse galt den Protozoeninfektionen, insbesondere der Entwicklung der Babesien im Vektor Zecke.
Seit 1953 war er Mitglied der katholischen Studentenverbindung K.D.St.V. Saxo-Silesia Hannover im CV.

## Schriften
- Lehrbuch der Parasitologie für die Tiermedizin, Enke Ferdinand Verlag 2008 (2. Auflage), ISBN 3-8304-1072-7, zusammen mit Horst Zahner, Peter Deplazes, Johannes Eckert